# قطعنامه ۸۷۵ شورای امنیت
قطعنامه  ۸۷۵ شورای امنیت سازمان ملل متحد که در تاریخ ۱۶ اکتبر ۱۹۹۳ تصویب شد، سندی بین‌المللی دربارهٔ هائیتی است. این قطعنامه طی نشست ۳۲۹۳ام با ۱۵ رای موافق، ۰ مخالف و ۰ ممتنع تصویب شد.